# Люсьєн Мюллер
Люсьєн Мюллер (фр. Lucien Muller, нар. 3 вересня 1934, Бішвіллер) — французький футболіст, що грав на позиції півзахисника. По завершенні ігрової кар'єри — тренер.

## Клубна кар'єра
Народився 3 вересня 1934 року в ельзаському місті Бішвіллер. Вихованець футбольної школи місцевого однойменного клубу.
У дорослому футболі дебютував 1953 року виступами за команду клубу «Страсбур», в якій провів чотири сезони, взявши участь у 79 матчах чемпіонату.
Згодом з 1957 по 1962 рік грав у складі команд клубів «Тулуза» та «Реймс». Протягом цих років двічі виборював титул чемпіона Франції, ставав володарем Суперкубка Франції.
Своєю грою за останню команду привернув увагу представників тренерського штабу клубу «Реал Мадрид», до складу якого приєднався 1962 року. Відіграв за королівський клуб наступні три сезони своєї ігрової кар'єри. Більшість часу, проведеного у складі мадридського «Реала», був основним гравцем команди. За цей час додав до переліку своїх трофеїв три титули чемпіона Іспанії.
1965 року уклав контракт з «Барселоною», у складі якої провів наступні три роки своєї кар'єри гравця. Граючи у складі «Барселони» також здебільшого виходив на поле в основному складі команди. За цей час додав до переліку своїх трофеїв титул володаря Кубка ярмарків, ставав володарем Кубка Іспанії з футболу.
Завершив професійну ігрову кар'єру у французькому «Реймсі», у складі якого вже виступав раніше. Прийшов до команди 1968 року, захищав її кольори до припинення виступів на професійному рівні у 1970.

## Виступи за збірну
1959 року дебютував в офіційних матчах у складі національної збірної Франції. Протягом кар'єри у національній команді, яка тривала 8 років, провів у формі головної команди країни лише 16 матчів, забивши 3 голи.
У складі збірної був учасником чемпіонату Європи 1960 року у Франції, а також чемпіонату світу 1966 року в Англії.

## Кар'єра тренера
Розпочав тренерську кар'єру невдовзі по завершенні кар'єри гравця, 1971 року, очоливши тренерський штаб іспанського клубу «Кастельйон».
Надалі продовжував працювати в Іспанії, протягом 1975—1983 років очолював команди клубів «Бургос», «Реал Сарагоса», «Барселона» та «Мальорка». Під час роботи з «Барселоною» в сезоні 1978–79 Мюллера змінив Хоакім Ріфе, який привів команду до перемоги у тогорічному розіграші Кубка Кубків.
Протягом 1983—1986 років очолював тренерський штаб представника французької першості «Монако», з яким вигравав Кубок та Суперкубок країни.
Останнім місцем тренерської роботи французького спеціаліста був іспанський «Кастельйон», команду якого Люсьєн Мюллер очолював як головний тренер до 1992 року.

## Титули і досягнення

### Гравець
- Чемпіон Франції (2):

«Реймс»: 1959–60, 1961–62
- Володар Суперкубка Франції (1):

«Реймс»: 1960
- Чемпіон Іспанії (3):

«Реал Мадрид»: 1962-63, 1963-64, 1964–65
- Володар Кубка ярмарків (1):

«Барселона»: 1965–66
- Володар Кубка Іспанії з футболу (1):

«Барселона»: 1967–68

### Тренер
- Володар Кубка Франції (1):

«Монако»: 1984–85
- Володар Суперкубка Франції (1):

«Монако»: 1985